# (4198) Panthera
(4198) Panthera es un asteroide que forma parte del cinturón de asteroides y fue descubierto por Norman G. Thomas desde la Estación Anderson Mesa, en Flagstaff, Estados Unidos, el 11 de febrero de 1983.

## Designación y nombre
Panthera se designó inicialmente como 1983 CK1.
Posteriormente, en 1995, a propuesta del Fondo Mundial para la Naturaleza, recibió su nombre por el género zoológico Panthera.

## Características orbitales
Panthera orbita a una distancia media de 3,121 ua del Sol, pudiendo acercarse hasta 2,749 ua y alejarse hasta 3,493 ua. Su excentricidad es 0,1192 y la inclinación orbital 2,375 grados. Emplea 2014 días en completar una órbita alrededor del Sol.

## Características físicas
La magnitud absoluta de Panthera es 13.